# The Ladder
The Ladder je osmnácté studiové album britské progresivní rockové skupiny Yes. Jeho nahrávání probíhalo od února do května 1999 ve studiu Armoury Studios v kanadském Vancouveru. Producentem alba byl Bruce Fairbairn a vyšlo v září 1999 u vydavatelství Eagle Records a Beyond Music. Jde o poslední studiové album skupiny, na kterém se podílel Billy Sherwood a o jediné, na kterém se podílel Igor Khoroshev jako člen skupiny. Autorem obalu alba je Roger Dean.

## Seznam skladeb
Autory veškeré hudby jsou Jon Anderson, Steve Howe, Billy Sherwood, Chris Squire, Alan White a Igor Khoroshev a všechny texty napsal Jon Anderson.
| Pořadí | Název                             | Délka |
| ------ | --------------------------------- | ----- |
| 1.     | Homeworld (The Ladder)            | 9:32  |
| 2.     | It Will Be a Good Day (The River) | 4:54  |
| 3.     | Lightning Strikes                 | 4:35  |
| 4.     | Can I?                            | 1:32  |
| 5.     | Face to Face                      | 5:02  |
| 6.     | If Only You Knew                  | 5:43  |
| 7.     | To Be Alive (Hep Yadda)           | 5:07  |
| 8.     | Finally                           | 6:02  |
| 9.     | The Messenger                     | 5:13  |
| 10.    | New Language                      | 9:19  |
| 11.    | Nine Voices (Longwalker)          | 3:21  |

## Obsazení
Yes
- Jon Anderson – zpěv
- Steve Howe – kytara, mandolína, pedálová steel kytara, doprovodný zpěv
- Billy Sherwood – kytara, doprovodný zpěv
- Chris Squire – baskytara, doprovodný zpěv
- Alan White – bicí, perkuse, doprovodný zpěv
- Igor Khoroshev – klávesy, doprovodný zpěv

Ostatní hudebníci
- Randy Raine-Reusch
- Rhys Fulber
- The Marguerita Horns
  - Tom Keenlyside – pikola, tenorsaxofon
  - Derry Burns – trubka
  - Rod Murray – pozoun
  - Tom Colclough – altsaxofon
  - Neil Nicholson – tuba